# پتر مالک
پتر مالک (چکی: Petr Málek; ۲۶ نوامبر ۱۹۶۱ – ۳۰ نوامبر ۲۰۱۹) تیرانداز اهل جمهوری چک بود.